# Migrarea păsărilor

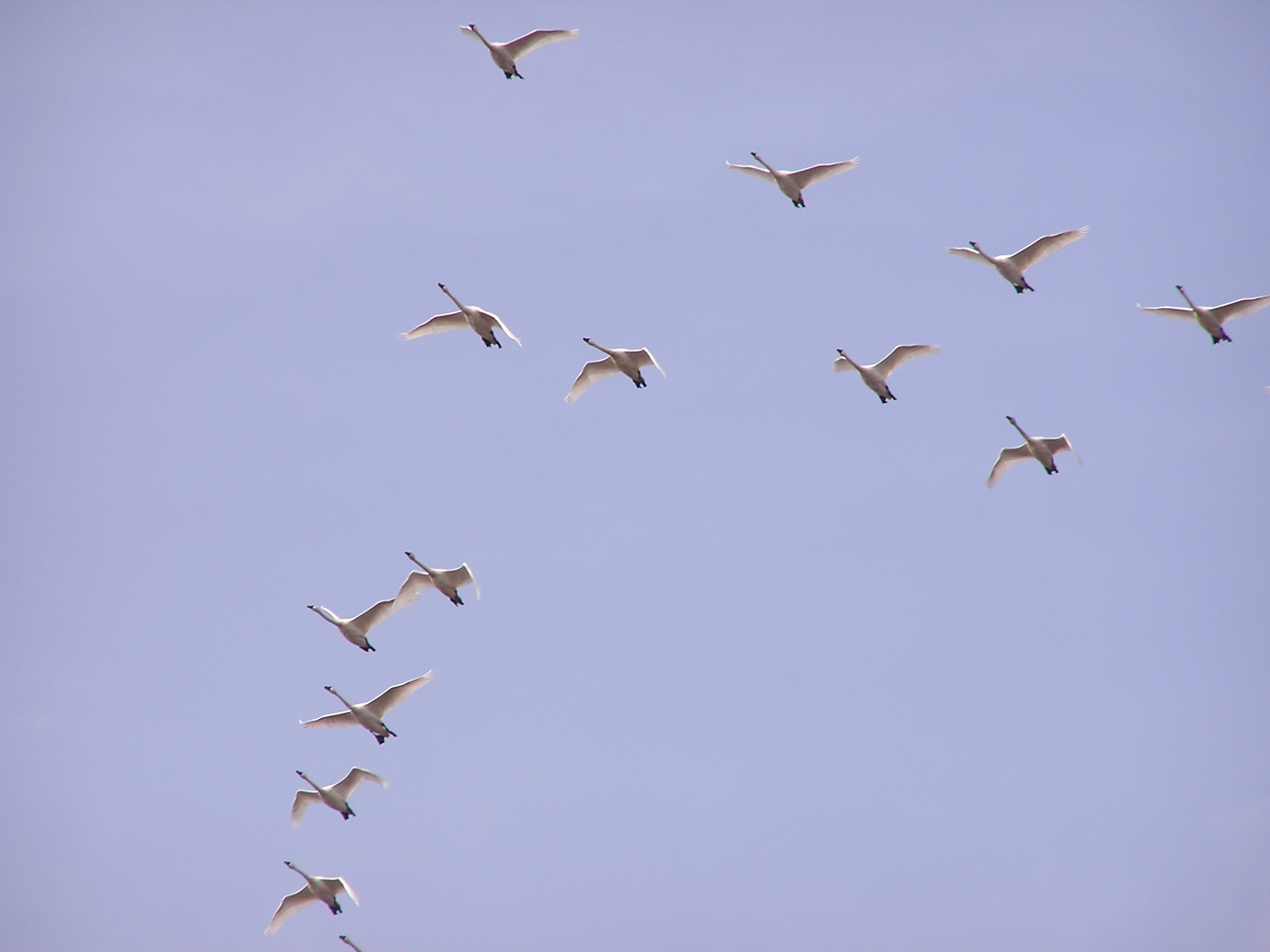
Cygnus columbianus

Păsările sunt cele mai obișnuite migratoare. În fiecare an, multe specii de păsări călătoresc sute, câteodată mii de kilometri pentru a evita iernile reci -  când hrana este greu de găsit- sau pentru a ajunge la locurile de împerechere de vară. De obicei, ele călătoresc spre zonele calde înainte de începutul iernii, iar primăvara următoare se întorc.

## Avantaje ale migrării
Latitudinea sudică oferă păsărilor o vreme mai bună în timpul iernii. De asemenea, acolo se poate găsi hrană mai multă pentru păsările insectivore și frugivore, hrană ce nu este prezentă în latitudinea nordică în timpul iernii. De ce însă păsările nu rămân definitiv la tropice? În timpul verii, la tropice ziua durează 12 ore, pe când în latitudinile nordice, până la 16 ore, sau chiar mai mult. Astfel, păsările au mai mult timp să construiască cuiburile și să strângă hrană pentru puii lor, hrană ce trebuie să asigure o creștere de 15 ori a masei puiului în 3 săptămâni. Astfel, verile nordice oferă păsărilor condiții mai bune de reproducere și mai multă hrană, de aceea migrarea înapoi către nord se mai numește migrare de reproducere.Păsările migratoare se duc și se întorc în stoluri foarte mari.

## Stimulii fiziologici
Migrarea este considerată de unii cercetători unul din cele mai complexe bioritmuri din lumea animală. Activitatea migrațională a păsării este controlată de un ceas intern, ce lucrează pe un ritm aproximativ în același an.

### Migrarea către sud
Migrarea către sud este condiționată de hormonii eliberați în timpul toamnei. Eliberarea acestor hormoni este condiționată de mai mulți factori. Astfel, fotoperidiocitatea, scăderea temperaturii, apariția maselor de aer rece afectează sistemul nervos simpatic al păsării și hipotalamusul eliberează o serie de hormoni, ce alertează ceasul intern al păsării și îi spune că e timpul să migreze spre sud.

### Migrarea către nord
Cauzele care determină migrarea spre nord sunt mai complicate. Deoarece zilele au aceeași lungime și aceeași temperatură la sud, cauzele migrării către nord nu sunt aceleași ca pentru migrarea la sud. Sunt mai multe ipoteze în privința motivelor migrării. Cea mai plauzibilă susține că ceasul intern al păsării, la o anumită perioadă de timp după migrarea în sud, este alertat de prezența unor hormoni sexuali și pasărea se duce la nord în vederea reproducerii.
De ce migrează păsările?
Principalele motive ale migrării păsărilor sunt: oferta de hrană variată în funcție de anotimp, căutarea celui mai potrivit loc pentru cuibărit, fuga din fața inamicilor naturali și evitarea suprapopulării. Durata și distanța parcursă cu ocazia migrării este însă diferită.
Unele păsări migrează zilnic: nopțile și le petrec în centrul orașului, unde este mai cald decât la periferie. Alte păsări, care cuibăresc în emisfera nordică, observă că toamna zilele devin mai scurte și mai reci, scade ritmul de creștere al plantelor și oferta de hrană. De aceea migrează spre Sud.
Primăvara, în locurile de iernat temperatura crește și scade umiditatea, astfel încât păsările doresc să se întoarcă în regiunile mai reci. Dacă găsesc un teritoriu cu climă potrivită și hrană suficientă, clocesc acolo, iar toamna următoare migrează din nou spre Sud.
Orientarea păsărilor migratoare
Multe păsări migrează în stoluri și se presupune că păsările mai în vârstă și mai experimentate zboară în față, arătându-le drumul celor mai tinere. Astfel cunoștințele referitoare la drumul ce trebuie parcurs se transmit, într-o oarecare măsură, din generație în generație.
Unele păsări migrează însă singure. Ele oare de unde știu încotro trebuie să se îndrepte și cum să ajungă acolo?
Se poate conchide că unele păsări se nasc cu un fel de instinct ce le indică în ce direcție să zboare.
În navigație, multă vreme omul s-a ghidat după soare și stele. Păsările care se ghidează după soare trebuie să-și  modifice permanent ceasul intern în funcție de poziția acestuia, pentru a stabili cu exactitate direcția de urmat.
Bineînțeles, în acest sistem de orientare trebuie să ia în considerație și mișcarea soarelui.
Păsările care zboară noaptea folosesc în același fel stelele, drept urmare bolta cerească le servește drept hartă. În afară de aceasta, păsările se folosesc și de câmpul magnetic al Pământului în stabilirea direcției.
Dacă o pasăre își folosește în timpul zborului busola internă, mai târziu își va aduce aminte din ce direcție a sosit și este capabilă să se întoarcă exact în același loc. Probabil recunoaște și anumite puncte de reper de pe uscat, cu ajutorul cărora își formează un fel de hartă proprie.
Este posibil ca unele păsări să se poată orienta și cu ajutorul mirosului: mirosurile recepționate din diferite direcții le pot aduce în legătură cu locurile lor de trai. Este posibil și ca sunetele neobișnuite să le fie de folos. Majoritatea păsărilor se orientează combinând aceste posibilități.
Specii de păsări călătoare
Se presupune că rândunica este cea mai cunoscută pasăre călătoare. De regulă, ea este privită ca vestitorul primăverii când revine din regiunile sudice ale Africii în Europa Centrală. Până la venirea toamnei, când pleacă din nou spre Sud, rândunelele cresc două generații de pui.
Asemeni rudei sale, lăstunul de casă, rândunica este capabilă să zboare pe distanțe mari datorită corpului aerodinamic, suplu, și datorită aripilor înguste și arcuite.
Păsările mai grele, cum ar fi berzele, trebuie să depună un efort mai mare pentru acest zbor. Tocmai din acest motiv, se străduiesc ca în timpul migrației să parcurgă distanțe cât mai mari prin planare. În timpul zborului de toamnă, dinspre Europa spre Africa, prin intermediul curenților ascendenți calzi se pot ridica ușor, din ce în ce mai sus.
Pentru multe păsări, Europa Centrală reprezintă cel mai sudic punct al migrării. Lebăda pitică, de exemplu, migrează din zonele de clocit ale Siberiei de Nord până la malul Mării Nordice.
Păsările migratoare nu se întâlnesc doar în emisfera nordică; dar, deoarece la Sud de Ecuator suprafața uscată este mult mai mică, numărul lor este redus, fiindcă au mai puține locuri pentru clocit. Cel mai departe migrează chira arctică. Ea cuibărește la Polul Nord și iernează în Africa de Sud, America de Sud și Antarctica; aceasta înseamnă că parcurge anual 35 de mii de kilometri.

## Comportamentul antemigrațional
Înainte de migrare, păsările își măresc masa. Unele păsări mici chiar își dublează masa. Păsările depozitează atâta grăsime, încât să fie îndeajuns pentru zboruri neîntrerupte de câteva zile. La păsările mici se ard câte 500 mg pe oră de zbor.

## Specii de păsări migratoare
- Păsări migratoare din emisfera de est;
- Păsări migratoare din emisfera de vest.

## Atestări istorice ale migrației păsărilor
În Biblie se întâlnesc unele articole, unde metaforele se exprimă prin intermediul migrațiunii păsărilor. De asemenea Herodot descria migrațiunea păsărilor de la stepele Sciției până la delta Nilului.